# Introspekce
Introspekce (sebepozorování) je metoda zkoumání toho, co probíhá v mysli (vědomí). Navrhl ji jako první anglický myslitel John Locke.
Pomocí introspekce se pokouší dospět k určení jakýchsi elementů (prvků vědomí), z jejichž spojování (asociací) se skládá veškerý duševní vědomý život. Rozlišuje dva druhy těchto prvků:
1. sensation – počitky a vjemy vnějších objektů
2. reflection (někdy též intuition) – prostředky vnitřních dějů mysli samotné

Pojem introspekce se též používá jako přímý výraz pro vnitřní sebezkoumání, tzv. obrácení pozornosti do sebe nejen na myšlenkové úrovni, ale například i citové v důsledku reakce na okolní podměty.
Oproti tomu empirické směry poznání tvrdí, že vše, co se děje v mysli (a je v intelektu), je ovšem odvozeno od počitků a vjemů. Bez nich by byla mysl prázdná. - „Nic není v mysli, co nebylo dříve ve smyslech.“ (J. Locke)
Teorii elementů později rozšířil Edward C. Tolman v neobehaviorismu a kognitivní psychologii.
Introspekce byla jednou z hlavních metod psychologie 19. století, později byla kritizována zejména zástupci behaviorismu, odmítnuta jako nevědecká a nahrazena extrospekcí. Introspekce je nadále důležitou součástí kvalitativního výzkumu.
Také se uvádí tento termín v souvislosti s Reném Descartem (1649) jako psychologická metoda pozorování sebe sama, vlastní psychiky, vnitřních prožitků a procesů probíhajících ve vědomí. (Psychologický slovník; Hartl a Hartlová; 2004). Tato metoda byla využívána i v první psychologické laboratoři v Lipsku Wilhelmem Wundtem, kde byla přísně kontrolována.